# Козловское сельское поселение (Терновский район)
Козловское сельское поселение — муниципальное образование в Терновском районе Воронежской области.
Административный центр — село Козловка.

## Административное деление
В состав поселения входит один населенный пункт:
- село Козловка.